# NGC 223
NGC 223 (другие обозначения — IC 44, UGC 450, MCG 0-2-129, ZWG 383.74, PGC 2527) — галактика в созвездии Кит.
Этот объект входит в число перечисленных в оригинальной редакции Нового общего каталога.

## Характеристики
Галактика является спиральной. Недавние исследования показали, что в ней присутствуют обширные регионы ионизированного водорода, что говорит о масштабном процессе звездообразования. Галактика также была включена в исследования крупномасштабной структуры Вселенной по параметрам присутствия атомарного водорода, который позволяет определить не только внутреннее строение данной галактики, но и распределение вещества во Вселенной.